# روبن بيل
روبن بيل (بالإنجليزية: Reuben Bell)‏ هو موسيقي أمريكي، ولد في 1945، وتوفي في 2004.

## وصلات خارجية
- روبن بيل على موقع ميوزك برينز (الإنجليزية)
- روبن بيل على موقع ديسكوغز (الإنجليزية)